# Forstliche Versuchs- und Forschungsanstalten
Die Forstlichen Versuchs- und Forschungsanstalten (FVA) sind die Betriebsforschungsinstitutionen der Forstverwaltungen. Das bedeutet, dass die Forstlichen Versuchs- und Forschungsanstalten im Gegensatz zu den forstlichen Fakultäten für die angewandte forstliche Forschung und insbesondere das Monitoring des Walds zuständig sind. Dadurch erfüllen die deutschen Forschungsanstalten einen unverzichtbaren Auftrag, der dem Schutz sowie der Erforschung des Ökosystems Wald dient. Da das Forstrecht Ländersache ist, hat(te) jedes Flächenland in Deutschland eine solche Einrichtung. Auf Grund von Verwaltungsreformen ist der Name FVA bei einigen FVA-en mittlerweile jedoch aus deren Bezeichnung verschwunden.

## Beispiele
- Niedersächsische Forstliche Versuchsanstalt
- Forstliche Versuchsanstalt Metla (Finnland)
- Forstliche Versuchs- und Forschungsanstalt Baden-Württemberg
- Bayerische Landesanstalt für Wald und Forstwirtschaft